# شون روسو
شون روسو (بالإنجليزية: Sean Russo)‏ هو سباح أسترالي، ولد في 5 أبريل 1991 في سيدني في أستراليا.

## روابط خارجية
- شون روسو على موقع Paralympic.org (الإنجليزية)
- شون روسو على موقع IPC.InfostradaSports.com (مؤرشف) (الإنجليزية)
- شون روسو على موقع اللجنة البارالمبية الأسترالية (الإنجليزية)